# Gondeville
Gondeville és un municipi francès situat al departament del Charente i a la regió de la Nova Aquitània. L'any 2007 tenia 513 habitants.

## Demografia

### Població
El 2007 la població de fet de Gondeville era de 513 persones. Hi havia 208 famílies de les quals 56 eren unipersonals (28 homes vivint sols i 28 dones vivint soles), 76 parelles sense fills, 64 parelles amb fills i 12 famílies monoparentals amb fills.
La població ha evolucionat segons el següent gràfic:
Habitants censats

### Habitatges
El 2007 hi havia 244 habitatges, 210 eren l'habitatge principal de la família, 12 eren segones residències i 22 estaven desocupats. 219 eren cases i 15 eren apartaments. Dels 210 habitatges principals, 153 estaven ocupats pels seus propietaris, 51 estaven llogats i ocupats pels llogaters i 6 estaven cedits a títol gratuït; 6 tenien una cambra, 15 en tenien dues, 26 en tenien tres, 49 en tenien quatre i 114 en tenien cinc o més. 159 habitatges disposaven pel capbaix d'una plaça de pàrquing. A 99 habitatges hi havia un automòbil i a 100 n'hi havia dos o més.

### Piràmide de població
La piràmide de població per edats i sexe el 2009 era:
| Homes | Edats   | Dones |
| ----- | ------- | ----- |
| 0     | 95 o +  | 4     |
| 0     | 90 a 94 | 4     |
| 0     | 85 a 89 | 8     |
| 8     | 80 a 84 | 4     |
| 4     | 75 a 79 | 4     |
| 4     | 70 a 74 | 16    |
| 20    | 65 a 69 | 4     |
| 20    | 60 a 64 | 12    |
| 12    | 55 a 59 | 20    |
| 20    | 50 a 54 | 16    |
| 4     | 45 a 49 | 12    |
| 8     | 40 a 44 | 24    |
| 32    | 35 a 39 | 24    |
| 12    | 30 a 34 | 16    |
| 16    | 25 a 29 | 20    |
| 16    | 20 a 24 | 0     |
| 8     | 15 a 19 | 24    |
| 24    | 10 a 14 | 32    |
| 12    | 5 a 9   | 20    |
| 12    | 0 a 4   | 0     |

## Economia
El 2007 la població en edat de treballar era de 322 persones, 221 eren actives i 101 eren inactives. De les 221 persones actives 203 estaven ocupades (107 homes i 96 dones) i 18 estaven aturades (10 homes i 8 dones). De les 101 persones inactives 32 estaven jubilades, 28 estaven estudiant i 41 estaven classificades com a «altres inactius».

### Ingressos
El 2009 a Gondeville hi havia 203 unitats fiscals que integraven 511,5 persones, la mediana anual d'ingressos fiscals per persona era de 17.590 €.

### Activitats econòmiques
Dels 25 establiments que hi havia el 2007, 2 eren d'empreses alimentàries, 3 d'empreses de fabricació d'altres productes industrials, 1 d'una empresa de construcció, 12 d'empreses de comerç i reparació d'automòbils, 1 d'una empresa de transport, 2 d'empreses d'hostatgeria i restauració, 1 d'una empresa immobiliària, 2 d'empreses de serveis i 1 d'una empresa classificada com a «altres activitats de serveis».
Dels 4 establiments de servei als particulars que hi havia el 2009, 1 era una funerària, 1 taller de reparació d'automòbils i de material agrícola, 1 paleta i 1 restaurant.
L'únic establiment comercial que hi havia el 2009 era una botiga de menys de 120 m².
L'any 2000 a Gondeville hi havia 15 explotacions agrícoles.

## Equipaments sanitaris i escolars
El 2009 hi havia una escola elemental integrada dins d'un grup escolar amb les comunes properes formant una escola dispersa.

## Poblacions més properes
El següent diagrama mostra les poblacions més properes.